# Joe Kovacs
Joseph Mathias Kovacs (Nazareth, 28 giugno 1989) è un pesista statunitense, campione mondiale a Pechino 2015 e Doha 2019.
Ha un primato personale di 23,23 m, risultato che lo piazza al secondo posto nella graduatoria mondiale di tutti i tempi.

## Palmarès
| Anno | Manifestazione  | Sede           | Evento         | Risultato | Prestazione | Note                                                  |
| ---- | --------------- | -------------- | -------------- | --------- | ----------- | ----------------------------------------------------- |
| 2013 | Universiadi     | Kazan'         | Getto del peso | Finale    | nm          |                                                       |
| 2015 | Mondiali        | Pechino        | Getto del peso | Oro       | 21,93 m     | Miglior prestazione personale stagionale              |
| 2016 | Giochi olimpici | Rio de Janeiro | Getto del peso | Argento   | 21,78 m     |                                                       |
| 2017 | Mondiali        | Londra         | Getto del peso | Argento   | 21,66 m     |                                                       |
| 2019 | Mondiali        | Doha           | Getto del peso | Oro       | 22,91 m     | Record dei campionati · Miglior prestazione personale |
| 2021 | Giochi olimpici | Tokyo          | Getto del peso | Argento   | 22,65 m     |                                                       |
| 2022 | Mondiali        | Eugene         | Getto del peso | Argento   | 22,89 m     | Miglior prestazione personale stagionale              |
| 2023 | Mondiali        | Budapest       | Getto del peso | Bronzo    | 22,12 m     |                                                       |
| 2024 | Giochi olimpici | Parigi         | Getto del peso | Argento   | 22,15 m     |                                                       |

## Campionati nazionali
- 1 volta campione nazionale del getto del peso (2014)

2010
- Bronzo ai Campionati nazionali NCAA indoor, getto del peso - 19,18 m
- 18º ai Campionati nazionali NCAA, getto del peso - 17,45 m

2011
- 14º ai Campionati nazionali NCAA indoor, getto del peso - 18,24 m
- 14º ai Campionati nazionali statunitensi, getto del peso - 19,15 m
- Bronzo ai Campionati nazionali NCAA, getto del peso - 19,06 m

2012
- 6º ai Campionati nazionali statunitensi indoor, getto del peso - 20,14 m
- 4º ai Campionati nazionali NCAA indoor, getto del peso - 19,58 m
- 4º ai Campionati nazionali statunitensi, getto del peso - 21,08 m

2013
- 6º ai Campionati nazionali statunitensi, getto del peso - 19,84 m

2014
- Bronzo ai Campionati nazionali statunitensi indoor, getto del peso - 21,46 m
- Oro ai Campionati nazionali statunitensi, getto del peso - 22,03 m

## Altre competizioni internazionali
2015
- Vincitore della Diamond League nella specialità del getto del peso (16 punti)

2022
- Vincitore della Diamond League nella specialità del getto del peso

2023
- Vincitore della Diamond League nella specialità del getto del peso